# Đắk Nông (provincie)
Đắk Nông, Vietnamese uitspraak: [ɗɐk35 noŋ33]) is een provincie van Vietnam. Het ligt in het zuiden van het land en het grenst aan Dak Lak in het noorden, aan Lam Dong in het oosten en zuidoosten, aan Binh Phuoc in het westen en aan Cambodja. De provincie komt ongeveer overeen met de oude provincie Quang Duc (tỉnh Quảng Đức) uit de tijd van Zuid-Vietnam, maar met het district Cu Jut erbij.

## Aardrijkskunde
Dak Nong ligt in het zuidwesten van Centraal Vietnam, aan het einde van de Truong Son-bergketen (dãy Trường Sơn), op een plateau met gemiddelde hoogte van 500 m boven de zeespiegel. Het landschap is er relatief vlak en bestaat in het oosten voor grote delen uit graslanden. In het westen wordt het land lager, het helt in de richting van Cambodja en in het zuiden zijn er laagten met meren en moerassen.
De belangrijkste rivieren zijn de Ba (sông Ba) en de Sêrêpôk (met zijriveren de Krông Bông, de Krông Păk, de Krông Ana, de Krông Nô...). Er zijn nog vele andere kleine rivieren en veel hoge watervallen.

## Geschiedenis
Dak Nong is in 2004 ontstaan uit de zes zuidelijke districten van de provincie Đắk Lắk. Het heeft echter tot in 2006 geduurd eer de basisvoorzieningen zoals de post onafhankelijk van die van Đắk Lắk waren.

## Districten
Dak Nong, Dak R'Lap, Dak Mil, Dak Song, Cu Jut en Krong No

## Klimaat
Het klimaat is in de regio is gematigd, met gemiddelde jaarlijkse temperatuur van 24 °C, met een verschil tussen de warmste en koudste maand van zo'n 5 °C. Het weer en de regenval hangen af van het seizoen. Het droogseizoen loopt van november tot april, heeft veel wind en is relatief koud, het is zo droog dat veel rivieren droog staan. Het regenseizoen loopt van mei tot oktober, er is heel veel regenval met overstromingen.

## Bevolking
Op het grondgebied van Dak Nong leven Kinh (etnische Vietnamezen), E De, Nung, M'Nong en Tay.

## Economie
Dak Nong heeft een vruchtbare bodem, met vooral basalt, wat geschikt is voor industriële gewassen zoals koffie, rubber en peper. De provincie is ook rijk aan mineralen zoals bauxiet, wat wordt gebruikt bij de productie van aluminium.

## Cultuur
Dak Nong lijkt wat cultuur betreft heel erg op Dak Lak, aangezien beide lange tijd een enkele provincie hebben gevormd.
De cultuur is in de regio erg versnipperd door het feit dat er zoveel verschillende volkeren leven, met elk zijn eigen uitgesproken identiteit. De regio heeft veel mondeling overgeleverde epossen, zoals het lange "Đam San" met duizenden verzen. De oude gebruiken, de paalwoningen, gemeenschappelijke woningen en de standbeelden voor dodenhuizen spreken nog van hun mysticisme.
Hun verschillende volksmuziekinstrumenten zijn al lang geleden bekend geworden en zijn de trots van de hele Centrale Hooglanden en van de folkloristische cultuur van Vietnam: de đá, snaarinstrument van de M'Nong (in het district Lak), de chieng da-gong (bộ chiêng đá) is duizenden jaren geleden in het district Dak R'lap uitgevonden, de t'rưng en de klông pút (beide snaarinstrumenten), fluiten en trompetten... Op feesten en speciale dagen neemt heel het dorp elkaars handen vast en dan dansen ze rond een vuur op muziek van trommels en gongs.